# Laurent Desbiens
Pour les articles homonymes, voir Desbiens.
Laurent Desbiens est un coureur cycliste français, né le 16 septembre 1969 à Mons-en-Barœul. Professionnel de 1992 à 2001, il a remporté 11 victoires, dont une étape du Tour de France 1997 à Perpignan.

## Biographie
Laurent Desbiens commence le cyclisme à l'âge de 12 ans au sein de l'AS Hellemmes. Après être passé par l'équipe alliance cycliste Roubaix Wasquehal, équipe née de la fusion du Vélo-Club de Roubaix et du Cyclo club de Wasquehal, il devient coureur professionnel en 1992 au sein de l'équipe belge Collstrop. Durant cette saison, il gagne le Tour de Gironde et Cholet-Pays de Loire.
Il est recruté l'année suivante par l'équipe française Castorama, dirigée par Cyrille Guimard. Au mois de mai, il remporte une étape et le classement général des Quatre Jours de Dunkerque. Il participe en juillet au premier de ses six Tours de France. L'équipe Castorama disparaît à la fin de l'année 1995. Laurent Desbiens rejoint alors l'équipe Gan. Il gagne une étape du Tour de l'Oise et le Tour de Vendée. Cette dernière victoire lui est cependant retirée en raison d'un contrôle antidopage positif à la nandrolone. Son coéquipier Philippe Gaumont est également contrôlé positif à cette substance lors de la Côte picarde. Tous deux sont suspendus six mois par la commission de discipline de la Ligue du cyclisme professionnel français, et licenciés par l'équipe Gan,,. Le médecin de l'équipe, Patrick Nédelec, licencié également après avoir été désigné par Gaumont comme le prescripteur de cette substance, explique avoir effectivement prescrit à ces deux coureurs du Dynabolon, au cours des mois d'octobre et novembre 1995, à une période durant laquelle « la liste des produits interdits en période de compétition [n'est] plus applicable », à la suite de problèmes médicaux intervenus durant l'année.
En 1997, Laurent Desbiens est de nouveau engagé par Cyrille Guimard au sein de la nouvelle équipe Cofidis. En juillet, il remporte la onzième étape du Tour de France à Perpignan. Bien que devancé sur la ligne d'arrivée par l'Ukrainien Sergueï Outschakov, il est désigné vainqueur après le déclassement de ce dernier pour sprint irrégulier. L'année suivante, il porte le maillot jaune du Tour pendant deux jours, après l'avoir acquis lors de la huitième étape où il figure dans un groupe d'échappés arrivé avec près de huit minutes d'avance sur le peloton. Il reste chez Cofidis jusqu'en 2000. Après une dernière saison dans l'équipe espagnole Kelme en 2001, il met fin à sa carrière de coureur cycliste.
Depuis février 2003, Laurent Desbiens travaille au service communication de Lille Métropole Communauté Urbaine, où il est chargé des relations publiques des évènements et clubs sportifs subventionnés par la communauté urbaine,. Chaque année depuis 2005, la course cyclosportive « La Laurent Desbiens » est organisée dans le cadre du Ch'ti Bike Tour, une manifestation cycliste se déroulant dans le Nord au mois d'août.
En 2013, les travaux d'une commission d'enquête sénatoriale sur l'efficacité contre le dopage révèlent que des analyses réalisées en 2004 mettent en évidence la présence d'EPO dans l'urine de Laurent Desbiens lors du Tour de France 1998, durant duquel il a porté pendant deux jours le maillot jaune.

## Résultats

### Palmarès amateur
| - 1989 - 2e du Circuit de la Vallée de l'Aa - 3e du Grand Prix des Marbriers - 3e du Circuit du Port de Dunkerque - 1990 - 1re étape des Quatre Jours de Vendée - 2e de Bordeaux-Saintes | - 1991 - Circuit de l'Aisne - 2e de la Ronde de l'Oise - 2e du Circuit franco-belge - 3e de La Tramontane |  |

### Palmarès professionnel
| - 1992 - Cholet-Pays de Loire - Tour de Gironde - 1993 - Quatre Jours de Dunkerque : - Classement général - 1re étape - 3e de Paris-Bourges - 1994 - 3e étape du Grand Prix du Midi libre - 1995 - 2e du Trio normand - 1996 - Tour de Vendée - 2eb étape du Tour de l'Oise - 2e du Tour de l'Oise - 2e du Tour de Luxembourg - 3e du Trophée des grimpeurs - 3e de Cholet-Pays de Loire | - 1997 - 1re étape du Grand Prix du Midi libre - 11e étape du Tour de France - 1998 - À travers le Morbihan - 2e du Trophée des grimpeurs - 2e du Tour de Vendée - 1999 - 5e étape du Critérium du Dauphiné libéré - 4e étape du Tour du Limousin - 2e d'À travers le Morbihan |  |

### Résultats sur les grands tours

#### Tour de France
7 participations
- 1993 : 109e
- 1994 : abandon (16e étape)
- 1997 : 127e, vainqueur d'étape
- 1998 : 61e,  maillot jaune pendant 2 jours
- 1999 : 100e
- 2000 : abandon (10e étape)
- 2001 : abandon (3e étape)

#### Tour d'Italie
3 participations
- 1993 : 71e
- 1995 : abandon
- 2001 : 102e

#### Tour d'Espagne
1 participation
- 1997 : abandon

### Classements mondiaux
Laurent Desbiens a été classé au mieux 86e en fin d'année au classement UCI en 1993.
| Année          | 1992 | 1993 | 1994 | 1995 | 1996 | 1997 | 1998 | 1999 | 2000 | 2001 |
| Classement UCI | ?    | 86e  | ?    | 192e | 106e | 338e | 170e | 426e | nc   | 635e |